# Oscar del calcio AIC 2009

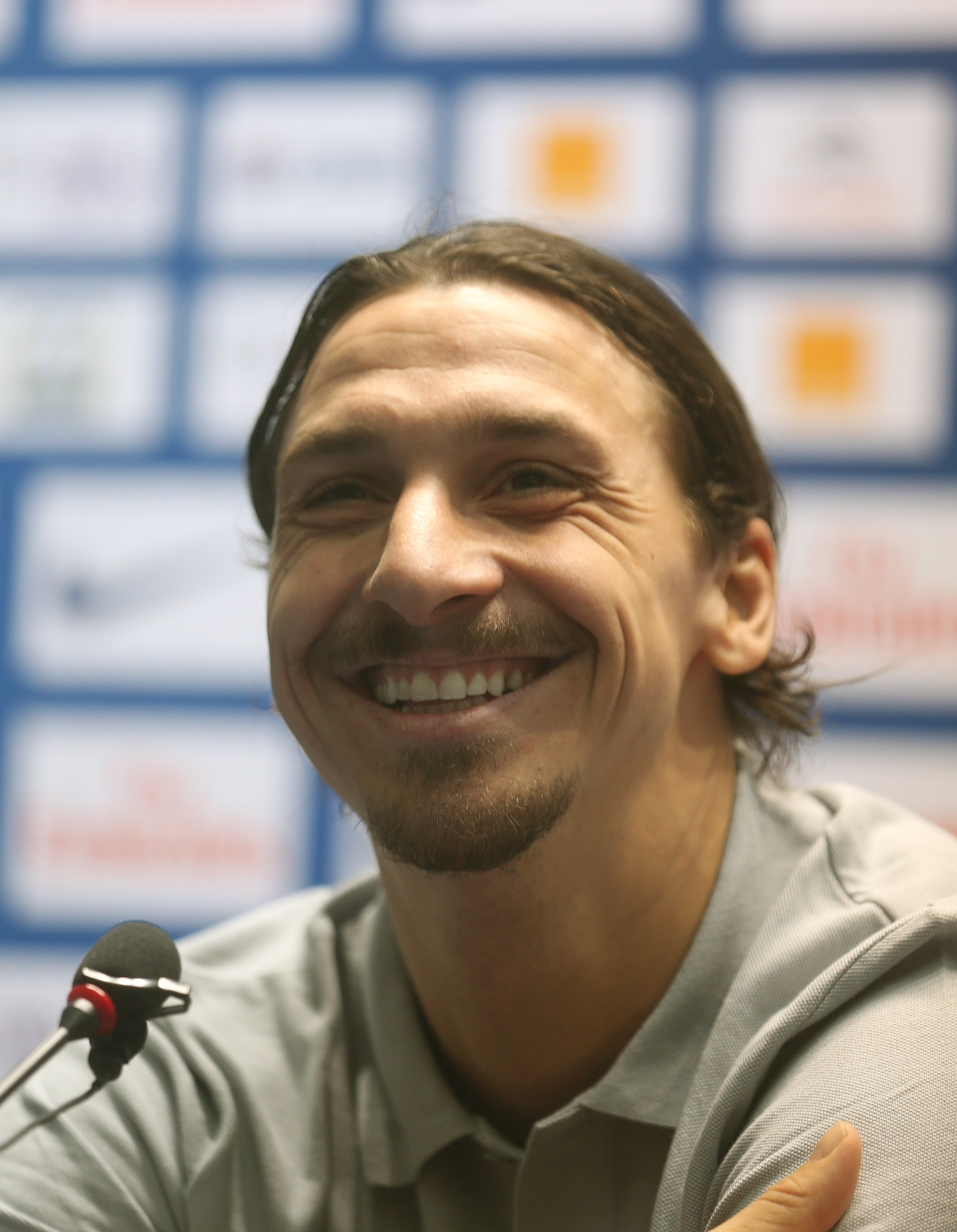
Lo svedese Zlatan Ibrahimović, migliore calciatore assoluto agli Oscar del calcio AIC 2009.

L’Oscar del calcio AIC 2009 fu la tredicesima edizione dell'Oscar del calcio AIC, la manifestazione in cui vengono premiati i protagonisti del calcio italiano dall'Associazione Italiana Calciatori.

## Vincitori
Di seguito sono riportate tutte le nomination dei vari oscar assegnati il 18 gennaio 2010 all'Auditorium di Milano:

### Migliore calciatore italiano
| Piazzamento | Giocatore            | Squadra   |
| ----------- | -------------------- | --------- |
| Vincitore   | Daniele De Rossi     | Roma      |
| Nomination  | Antonio Cassano      | Sampdoria |
| Nomination  | Alessandro Del Piero | Juventus  |

### Migliore calciatore straniero
| Piazzamento | Giocatore          | Nazionalità | Squadra |
| ----------- | ------------------ | ----------- | ------- |
| Vincitore   | Zlatan Ibrahimović | Svezia      | Inter   |
| Nomination  | Kaká               | Brasile     | Milan   |
| Nomination  | Diego Milito       | Argentina   | Genoa   |

### Migliore portiere
| Piazzamento | Giocatore          | Squadra  |
| ----------- | ------------------ | -------- |
| Vincitore   | Júlio César        | Inter    |
| Nomination  | Gianluigi Buffon   | Juventus |
| Nomination  | Federico Marchetti | Cagliari |

### Migliore calciatore giovane
| Piazzamento | Giocatore       | Squadra |
| ----------- | --------------- | ------- |
| Vincitore   | Alexandre Pato  | Milan   |
| Nomination  | Mario Balotelli | Inter   |
| Nomination  | Davide Santon   | Inter   |

### Migliore allenatore
| Piazzamento | Allenatore           | Squadra  |
| ----------- | -------------------- | -------- |
| Vincitore   | José Mourinho        | Inter    |
| Nomination  | Massimiliano Allegri | Cagliari |
| Nomination  | Gian Piero Gasperini | Genoa    |

### Migliore difensore
| Piazzamento | Difensore         | Squadra  |
| ----------- | ----------------- | -------- |
| Vincitore   | Giorgio Chiellini | Juventus |
| Nomination  | Maicon            | Inter    |
| Nomination  | Paolo Maldini     | Milan    |

### Migliore calciatore assoluto
| Piazzamento | Giocatore          | Nazionalità | Squadra |
| ----------- | ------------------ | ----------- | ------- |
| Vincitore   | Zlatan Ibrahimović | Svezia      | Inter   |
| Nomination  | Daniele De Rossi   | Italia      | Roma    |

### Migliore arbitro
| Piazzamento | Arbitro         |
| ----------- | --------------- |
| Vincitore   | Roberto Rosetti |
| Nomination  | Emidio Morganti |
| Nomination  | Nicola Rizzoli  |

### Miglior gol
| Piazzamento | Giocatore          | Squadra   | Partita                         |
| ----------- | ------------------ | --------- | ------------------------------- |
| Vincitore   | Fabio Quagliarella | Udinese   | Napoli - Udinese (31/01/2009)   |
| Nomination  | Antonio Cassano    | Sampdoria | Sampdoria - Lazio (28/01/2009)  |
| Nomination  | Alexandre Pato     | Milan     | Roma - Milan (11/01/2009)       |
| Nomination  | Giuseppe Mascara   | Catania   | Palermo - Catania (01/03/2009)  |
| Nomination  | Antonio Di Natale  | Udinese   | Udinese - Juventus (28/01/2009) |

### Squadra dell'anno
| Piazzamento | Squadra |
| ----------- | ------- |
| Vincitore   | Inter   |